# Клоэт, Хестри
Хестри Клоэт-Сторбек (англ. Hestrie Cloete-Storbeck; 26 августа 1978, Джермистон) — южноафриканская легкоатлетка, специализирующаяся в прыжках в высоту. Двукратная чемпионка мира, призёр Олимпийских игр.

## Карьера
Заниматься прыжками в высоту Клоэт начала в тринадцатилетнем возрасте под руководством Мартина Маркса. Первым успехом южноафриканки стала победа на Всеафриканских играх 1995 года, которые проходили в Хараре. Четыре года спустя, на домашних соревнованиях в Йоханнесбурге она смогла защитить своё чемпионское звание. К этому времени Клоэт была уже чемпионкой Игр Содружества, которые она выиграла в 1998 году.
В 1999 году на соревнованиях в Монако Хестри впервые преодолела двухметровую высоту, преодолев планку на высоте 2,04. Однако на чемпионате мира в Севилье она не смогла выйти в финал, показав в квалификации скромный результат 1,89.
В 2000 году Клоэт впервые принимала участие в Олимпийских играх. В Сиднее она прыгнула на 2,01 и завоевала серебряную медаль, уступив только россиянке Елене Елесиной. При этом роковой для южноафриканки стала высота 1,96, которую она преодолела лишь со второй попытки, а её главная соперница — с первой.
Промежуток между двумя Олимпиадами прошёл под знаком тотального доминирования Хестри Клоэт в женских прыжках в высоту. Дважды она выигрывала чемпионаты мира (причём в Париже в 2003 году она показала результат 2,06 и безуспешно штурмовала мировой рекорд). Помимо побед на первенствах мира южноафриканка побеждала на финале Гран-при и на всемирном легкоатлетическом финале. По результатам 2003 года она была признана лучшей легкоатлеткой года.
Перед Играми в Афинах Клоэт была явным фаворитом соревнований. Но на соревнованиях она ничего не могла противопоставить блестяще выступившей Елене Слесаренко, которая установила новый Олимпийский рекорд. Результат 2,02 принёс южноафриканке вторую в карьере серебряную медаль Олимпийских игр.
По окончании сезона 2004 завершила карьеру, чтобы уделять больше внимания семье. В 2005 году после развода с первым мужем вышла замуж за южноафриканского певца Юри Элса. В 2006 году родила первого сына. С 2007 года живёт в Новой Зеландии.
Была известная довольно необычными для спортсмена привычкамич выкуривала до пачки сигарет в день, любила фастфуд.